# كات أندرسون
كات أندرسون (بالإنجليزية: Cat Anderson)‏ هو بواق أمريكي، ولد في 12 سبتمبر 1916 في غرينفيل في الولايات المتحدة، وتوفي في 29 أبريل 1981 في نوروالك في الولايات المتحدة.

## وصلات خارجية
- كات أندرسون على موقع IMDb (الإنجليزية)
- كات أندرسون على موقع ميوزك برينز (الإنجليزية)
- كات أندرسون على موقع أول ميوزيك (الإنجليزية)
- كات أندرسون على موقع ديسكوغز (الإنجليزية)